# Бјелковице-Лаштјани
Бјелковице-Лаштјани (чеш. Bělkovice-Lašťany) је насељено мјесто са административним статусом сеоске општине (чеш. obec) у округу Оломоуц, у Оломоуцком крају, Чешка Република.

## Становништво
Према подацима о броју становника из 2014. године насеље је имало 2.188 становника.